# Уробактерии
Уробактерии — группа бактерий, обладающих способностью производить брожение мочевины, в результате чего она разлагается до аммиака и диоксида углерода. Разложение мочи производится ферментом уреазой. Этот фермент встречается и у многих других бактерий, но для уробактерий характерна способность выносить получающееся под действием уреазы сильное подщелочение среды (pH 9,5). К уробактериям относят спороносную палочку Sporosarcina pasteurii, спороносную сарцину Sporosarcina ureae и других. Уробактерии встречаются в загрязнённых водах, почве, моче, навозе.